# Rudolf Abshagen
Rudolf Abshagen (* 23. Juni 1909 in Chemnitz; † 1987) war ein deutscher Psychologe und Jugendforscher.

## Leben und Wirken
Abshagen promovierte 1932 an der Universität Würzburg in Psychologie. Zum 1. Mai 1933 trat er der NSDAP bei (Mitgliedsnummer 2.458.670). Er arbeitete ab 1943 im Jugend-KZ Moringen als ständiger Vertreter des Kriminalbiologischen Instituts der Sicherheitspolizei unter Robert Ritter. Er sollte das Verhalten der männlichen Jugendlichen im Lager stetig überwachen, um genetisch bedingtes Fehlverhalten von sozial bedingtem zu unterscheiden. Erblich belastete Jugendliche sollten dauerhaft interniert bleiben. Besonders „Zigeuner“ waren davon betroffen.
Nach 1945 arbeitete er als Psychologe am Arbeitsamt Münster. Seine empirischen Untersuchungen zur Situation der Nachkriegsjugend (1954) im Rahmen eines UNESCO-Projektes machten die tatsächliche Lebenssituation deutscher Jugendlicher deutlich, womit die allgemeine These geistiger und sittlicher Verwahrlosung korrigiert wurde.

## Schriften
- mit Knut Pipping und Anne-Eva Brauneck: Gespräche mit der deutschen Jugend. Ein Beitrag zum Autoritätsproblem, Helsingfors 1954
- Persönlichkeitsbeschreibung eines abnorm handungeschickten Knaben, Barth, Leipzig 1932

## Einzelbelege
1. ↑  Bundesarchiv R 9361-IX KARTEI/41209
2. ↑  Ernst Klee: Das Personenlexikon zum Dritten Reich: wer war was vor und nach 1945. ISBN 978-3-86820-311-0, S. 10.
3. ↑  Patrick Wagner: Hitlers Kriminalisten. Die deutsche Kriminalpolizei und der Nationalsozialismus, München 2002, S. 111

| Personendaten    | Personendaten        |
| ---------------- | -------------------- |
| NAME             | Abshagen, Rudolf     |
| KURZBESCHREIBUNG | deutscher Psychologe |
| GEBURTSDATUM     | 23. Juni 1909        |
| GEBURTSORT       | Chemnitz             |
| STERBEDATUM      | 1987                 |